# Dicentrines recavus
Dicentrines recavus är en skalbaggsart som beskrevs av Marc Lacroix 1997. Dicentrines recavus ingår i släktet Dicentrines och familjen Melolonthidae. Inga underarter finns listade i Catalogue of Life.